# Kundian
Kundian – miasto w Pakistanie, w prowincji Pendżab. W 2017 roku liczyło 45 768 mieszkańców.